# Matheus Schmidt
Mateus José Schmidt Filho (Santa Cruz do Sul, 28 de outubro de 1926 – 27 de março de 2010) foi um político brasileiro.
Filho de Mateus José Schmidt e de Adolfina Ferreira Schmidt. Casou com Sueli Feldman Schmidt.
Nas eleições estaduais no Rio Grande do Sul em 1962 foi sexto suplente, pelo Partido Trabalhista Brasileiro (PTB). Assumiu em maio de 1964 uma cadeira na Câmara em conseqüência da cassação do mandato de deputados do seu partido pelo Ato Institucional nº 1, logo após o golpe militar que derrubou o governo do presidente João Goulart. Com a extinção dos partidos políticos pelo Ato Institucional Número Dois e a conseqüente instauração do bipartidarismo, filiou-se ao Movimento Democrático Brasileiro (MDB). Pela nova legenda nas eleições estaduais no Rio Grande do Sul em 1966 foi eleito deputado federal, assumindo sua cadeira em fevereiro de 1967. Em dezembro de 1968 teve seu mandato cassado e seus direitos políticos suspensos devido ao Ato Institucional Número Cinco (AI-5).
Com a extinção do bipartidarismo, em 21 de novembro de 1979, e a conseqüente reorganização partidária, e tendo em vista a perda da legenda do PTB para Ivete Vargas, o grupo ligado a Leonel Brizola fundou o Partido Democrático Trabalhista (PDT), legenda pela qual Mateus Schmidt foi eleito deputado federal nas eleições de novembro de 1982, iniciando seu terceiro mandato federal em fevereiro de 1983.